# Tjädertjärnen, Dalarna
Tjädertjärnen är en sjö i Ludvika kommun i Dalarna och ingår i Norrströms huvudavrinningsområde. Sjön har en area på 0,171 kvadratkilometer och ligger 407,3 meter över havet.

## Delavrinningsområde
Tjädertjärnen ingår i det delavrinningsområde (667466-142877) som SMHI kallar för Utloppet av Stora Låsen. Medelhöjden är 417 meter över havet och ytan är 9,5 kvadratkilometer. Det finns inga avrinningsområden uppströms utan avrinningsområdet är högsta punkten. Låsån som avvattnar avrinningsområdet har biflödesordning 4, vilket innebär att vattnet flödar genom totalt 4 vattendrag innan det når havet efter 314 kilometer. Avrinningsområdet består mestadels av skog (51 procent). Avrinningsområdet har 2,14 kvadratkilometer vattenytor vilket ger det en sjöprocent på 22,4 procent.